# Heteronympha suffusa
Heteronympha suffusa är en fjärilsart som beskrevs av Frederick Askew Skuse 1895. Heteronympha suffusa ingår i släktet Heteronympha och familjen praktfjärilar. Inga underarter finns listade i Catalogue of Life.